# USS United States (1797)
La USS United States era una fregata a vela a tre alberi, varata nel 1797 all'inizio della presidenza di John Adams e rimasta in servizio con l'US Navy fino al 1849. Fu la prima nave da guerra americana a portare questo nome. Nel 1861 fu riattivata dalla Marina Confederata e fu definitivamente demolita nel 1865.

## Il servizio con l'US Navy
Il 27 marzo del 1794 il Congresso americano emanò la legge navale (Act to Provide a Naval Armament) con la quale veniva costituita la marina militare degli Stati Uniti e si autorizzava contestualmente la costruzione di una prima serie di sei fregate progettate dai cantieri navali di Philadelphia su disegno del progettista Joshua Humphreys e del capitano Thomas Truxtun. La prima unità della serie fu la fregata USS United States, varata il 10 maggio del 1797 ed entrata in servizio l'11 luglio successivo, al comando del capitano John Barry che era stato un eroe della Guerra d'Indipendenza. La nave era di grande dislocamento per essere una fregata, e con armamento decisamente più pesante delle sue omologhe inglesi dell'epoca; per esempio la sua bordata era di 864 libbre contro le 528 libbre di una fregata pesante inglese da 38 cannoni armata con cannoni lunghi da 18 libbre. Solo dopo parecchi anni le marine francese ed inglese metteranno in servizio delle navi pressoché equivalenti come potenza di fuoco.
La nuova nave fu subito impiegata nella guerra non dichiarata che contrappose gli Stati Uniti e la Francia a partire dal 1798 e fino al 30 settembre del 1800, quando fu sottoscritto il trattato di Mortefontaine che pose fine alle ostilità.
Durante il conflitto, che fu condotto soprattutto per mare, la United States si impegnò soprattutto a dare la caccia alle navi corsare francesi che insidiavano il traffico commerciale americano nel Mar dei Caraibi. Il 21 agosto del 1798 la fregata fece base nel porto di Bridgetown (Barbados) assieme alla Delaware, una nave ex-mercantile acquistata e militarizzata dall'US Navy. Il giorno successivo la United States inseguì e catturò la nave corsara francese Sans Pareil.
Il 4 settembre la fregata catturò un'altra nave corsara, la Jalouse e alcuni mesi dopo, il 3 febbraio 1799, affondò la L'Armour de la Patrie e ne catturò i marinai superstiti che furono utilizzati per uno scambio con 58 marinai americani imprigionati a Guadalupa. Il 26 febbraio la fregata riuscì a intercettare e a liberare il mercantile Cicero che era stato catturato dai francesi. Nelle settimane seguenti ulteriori navi da guerra si unirono alla United States per formare una squadra navale posta sotto il comando di Barry. Il 26 marzo, al largo di Antigua, la United States catturò la corsara La Tartueffe e liberò lo sloop americano Vermont.
Il 19 aprile 1799 Barry lasciò il comando della squadra al commodoro Truxtun e la United States si dedicò a scortare i convogli di mercantili in rotta tra gli Stati Uniti e l'Europa. Con la fine delle ostilità con la Francia, sancita dal trattato di Mortefontaine del 30 settembre 1800, la fregata fu richiamata in patria e il 6 giugno del 1801 fu ritirata dal servizio attivo, rimanendo ormeggiata nel fiume Potomac..

## La Guerra del 1812
Nel 1809 la USS United States fu richiamata in servizio e il 10 giugno del 1810 salpò alla volta del porto di Norfolk al comando del capitano Steven Decatur Jr.. Mentre la fregata si trovava a Norfolk per le operazioni di allestimento, il capitano Decatur incontrò il parigrado inglese John S. Carden che comandava la fregata HMS Macedonian, una fregata pesante della classe Lively da 38 cannoni da 18 libbre. L'ufficiale inglese scommise che se le due navi si fossero incontrate in battaglia, avrebbe catturato la USS United States. L'occasione di mettere in pratica la scommessa giunse due anni dopo, quando gli Stati Uniti dichiararono guerra alla Gran Bretagna, il 19 giugno del 1812. La fregata americana fu impiegata lungo le rotte atlantiche e il 25 ottobre, mentre si trovava ad alcune centinaia di chilometri a sud delle isole Azzorre, le sue vedette avvistarono la HMS Macedonian.
Immediatamente le due navi manovrarono per il combattimento. Il capitano inglese cercò di serrare le distanze seguendo una rotta parallela a quella della nave avversaria, mentre Decatur cercò di mantenere la distanza per sfruttare il vantaggio in gittata dei propri cannoni da 24 libbre rispetto ai pezzi da 18 libbre della Macedonian. Dopo i primi scambi di colpi, la United States riuscì a piazzare una salva sulla fregata inglese che subì seri danni alla velatura e una conseguente riduzione della capacità di manovrare. Il combattimento, iniziato alle 09:20,  proseguì ancora per ore ma la fregata americana sfruttò il vantaggio acquisito per tempestare di colpi l'avversaria. Attorno a mezzogiorno la Macedonian, ridotta quasi a un rottame galleggiante, si arrese. Gli inglesi subirono pesanti perdite, con 104 marinai uccisi contro i 12 caduti sulla United States, che aveva riportato danni minori. La Macedonian fu rimessa in condizione di navigare e il 4 dicembre la United States fece ingresso trionfale con la sua preda nel porto di New York.
Il 24 maggio del 1813 la United States lasciò il porto di New York insieme alla Macedonian che nel frattempo era stata riparata e acquisita dalla marina americana, e allo sloop Hornet. La piccola squadra navale fu però costretta a rifugiarsi nel porto di New London nel Connecticut, il 1º giugno seguente, perché braccata dalla flotta inglese che impose un blocco navale. L'anno successivo il capitano Decatur e l'equipaggio della United States abbandonarono la fregata e furono trasferiti su un'altra nave. La United States rimase bloccata nel porto di New London fino alla fine della guerra.

## Dal 1815 al 1849
Nel marzo del 1815 il governo americano decise di inviare due squadre navali nel Mediterraneo allo scopo di fronteggiare la situazione di crisi che si era venuta a creare con l'Algeria e che degenerò nella cosiddetta seconda guerra barbaresca. La United States, affidata al capitano John Shaw, avrebbe dovuto far parte della squadra comandata dal commodoro William Brainbridge ma le operazioni di ripristino e di allestimento durarono più del previsto e quando la fregata raggiunse il teatro di operazioni, la guerra contro l'Algeria era già terminata con la sottoscrizione di un accordo di pace. La nave rimase comunque nel Mediterraneo fino al 1819, in modo da poter intervenire tempestivamente in caso di violazione dell'accordo, e fece rientro in patria il 18 maggio di quell'anno, approdando nel porto di Hampton Roads. Il 9 giugno la fregata fu ritirata dal servizio e rimase ormeggiata a Norfolk.
Nel 1824 la United States fu riattivata e, al comando del commodoro Isaac Hull, fu inviata nel Pacifico dove rimase fino al 1827 con compiti di protezione dei traffici marittimi. Dal 1828 al 1832 la fregata fu sottoposta a estesi lavori di riparazione e di ammodernamento, prima nei cantieri di Philadelphia e poi in quelli di New York. Dal 1833 al 1838 la nave fu dislocata in Mediterraneo. Rientrata negli Stati Uniti, fu assegnata all'Home Squadron, il gruppo navale creato nel 1838 per il controllo del Nord Atlantico e del Golfo del Messico. Nel 1841 la fregata andò in cantiere a Norfolk, per riparazioni, e poi fu inviata di nuovo nel Pacifico. Il 17 agosto del 1843, mentre il veliero si trovava a Honolulu, nel suo equipaggio si arruolò Herman Melville, che avrebbe poi scritto il noto romanzo Moby Dick.
Rientrata negli Stati Uniti nel 1844, la fregata fu ritirata dal servizio per poi essere nuovamente riattivata nel 1846, quando fu assegnata all'African Squadron per contribuire al contrasto della tratta degli schiavi. L'anno seguente raggiunse il Mediterraneo e nel 1848 tornò in patria. Il 24 febbraio del 1849 fu posta in riserva e lasciata nei cantieri di Norfolk.

## Guerra di secessione
Nel 1861 scoppiò la Guerra di secessione americana tra gli Stati Uniti e gli Stati Confederati e il porto di Norfolk fu conquistato dai confederati che decisero di recuperare e riutilizzare la fregata per la difesa portuale, incorporandola nelle proprie forze navali il 29 aprile di quell'anno. Il successivo 15 giugno la USS United States (che i confederati denominarono CSS Confederate States) fu allestita come nave caserma per accogliere gli equipaggi destinati a essere imbarcati su altre navi e come batteria portuale con l'installazione di 19 cannoni sul ponte. Nel maggio del 1862 i confederati abbandonarono il porto di Norfolk e affondarono la fregata al fine di ostacolare l'accesso alle navi della marina degli Stati Uniti. Le autorità statunitensi riuscirono a recuperare il vascello che giaceva adagiato sul fondo, e a trainarlo in cantiere, dove rimase fino a dicembre del 1865, quando la nave fu definitivamente demolita.